# KWD VT 20
Der Dieseltriebwagen KWD VT 20 wurde von der Kleinbahn Weidenau–Deuz beschafft und gehörte mit dem Kleinbahn Bielstein–Waldbröl 32 und dem Butjadinger Bahn T 2 zu den größten zweiachsigen Triebwagen auf Privatbahnen in der Zeit vor dem Zweiten Weltkrieg. Er war bis 1962 in Betrieb und wurde danach in einen motorlosen Beiwagen zur Streckenbereisung umgebaut. Sein weiterer Verbleib ist nicht bekannt.

## Geschichte
Der dritte aus der Serie der größten von der Waggon- und Maschinenbau Görlitz in Görlitz vor dem Zweiten Weltkrieg gebauten zweiachsigen Triebwagen wurde von der Kleinbahn Weidenau–Deuz beschafft, die 1935 plante, den gesamten Personenverkehr auf Triebwagen-Betrieb umzustellen. Zur Auslieferung des ersten Triebwagens kam es erst 1939. Weitere Beschaffungen konnten durch den Ausbruch des Weltkrieges nicht realisiert werden.
Diese geplante Umstellung des Personenverkehres konnte erst 1955 mit dem Kauf mehrerer Uerdinger Schienenbusse abgeschlossen werden. Über den VT 20 ist bekannt, dass er 1962 an die Köln-Frechen-Benzelrather Eisenbahn als Bereisungsfahrzeug verkauft wurde. Der weitere Verbleib ist unbekannt.

## Konstruktive Merkmale
Der Triebwagen mit der Fabriknummer 2103/1939 gehörte zu einer Serie von Fahrzeugen für die Kleinbahnen in Deutschland, von denen die Waggon- und Maschinenbau Görlitz (WUMAG) in Görlitz 1933 die Konstruktion erstellt hatte. Anfangs besaßen die Fahrzeuge noch keine Zug- und Stoßeinrichtung. Der gegenüber der WUMAG-Bauart 2 wesentlich größere Triebwagen VT 20 hatte jedoch bereits ab Werk Kuppelmöglichkeiten für Beiwagen. Der Achsstand mit 8,26 m wurde erst von den MAN-Schienenbussen übertroffen.
Das Untergestell und das Kastengerippe, das in Spantenbauart hergestellt und außen mit 1,5 mm starkem Blech verkleidet war, bestanden aus elektrisch verschweißten Baustahlprofilen. Die Inneneinrichtung unterteilte sich in das Fahrgastabteil und die beiden Einstiegsräume mit Führerständen. Sie waren durch Trennwände und Drehtüren voneinander getrennt. Das Fahrgastabteil war in Großraumbauweise gestaltet. Der Fußboden bestand aus Kiefernholz, das mit Linoleum belegt war. Über Klappen im Fußboden konnte die Maschinenanlage gewartet werden. Die Fenster waren als Klappfenster gestaltet.
Die Maschinenanlage bestand aus zwei Motoren mit je 130 PS, diese waren mit je einem Mylius-Getriebe ausgestattet. Die Motoren konnten einzeln oder gemeinsam betrieben werden. Motoren und Schaltgetriebe waren in einem separaten Rahmen gelagert, der am Hauptrahmen des Fahrzeuges federnd aufgehängt war. Beheizt wurde das Fahrzeug über eine Warmwasserheizung, die das Innere des Wagens bei −20 °C Außentemperatur auf +20 °C beheizen konnte. Die Heizung konnte für die Vorwärmung des Motorkühlwassers auf eine Temperatur von 70 °C verwendet werden. Die einlösige Bremse der Bauart Knorr war für einen Beiwagenbetrieb vorgesehen.
Die elektrische Ausrüstung bestand aus der Lichtmaschine und einer Batterie, die für das Bordnetz mit einer Spannung von 24 V die Energie lieferte. Die für die Bremse, Schaltung und Hilfsbetriebe erforderliche Druckluft erzeugten zwei Luftpumpen, die mit dem Motor direkt verbunden waren. Der Triebwagen war mit zwei Typhonen und zwei Läutewerken ausgerüstet.